# Paul Mantz
Albert Paul Mantz (Alameda, California-Estados Unidos;  2 de agosto de 1903 -  Yuma, Arizona; 8 de julio de 1965) fue un piloto estadounidense de acrobacias aéreas, coleccionista de aeronaves,  reconocido empresario de la aeronáutica y proveedor de material de aeronáutica para el cine clásico de Hollywood.

## Biografía
Paul Mantz  quien era hijo de pedagogos  nació en Alameda, California en 1903, desde pequeño utilizó solo su segundo nombre,  Paul.
Desde temprana edad, Mantz  se sintió atraído por la aviación y consiguió su licencia de piloto a la edad de 16 años. En 1924, en una exposición aérea en Crissy Field decidió convertirse en aviador militar. Ese mismo año se las arregló para ser admitido en el Campo Marsh, en la rama aérea del Ejército a pesar de no contar con la escolaridad suficiente para ingresar. En 1927, estando ad-portas de obtener su graduación como piloto de combate, Mantz realizó una peligrosa maniobra de acrobacia frente a un tren de pasajeros en marcha provocando el pánico en el conductor del tren al acercarse en rumbo de colisión para luego hacer una maniobra impresionante de evasión; empero en el tren viajaban oficiales del ejército de alto rango y cuando furiosos dieron cuenta al oficial al mando del campo aéreo, Mantz fue expulsado sin más perdiéndose de este modo un piloto de caza con excepcionales aptitudes.
Mantz accedió a trabajar como piloto de aerolíneas comerciales e incluso llegó a formar su propia aerolínea,Paul Mantz Airlines services, pero sus ansias de superación lo llevaron a contactarse con altos ejecutivos del mundo Hollywoodense para ofrecerse como piloto de acrobacias o doble de riesgo, logrando introducirse como piloto acrobático. Uno de los primeros contratos fue con Howard Hughes en 1932 apareciendo en un film llamado Hell´s angels en una acrobacia aérea de precisión.
De este modo, Mantz se transformó en una celebridad entre bambalinas, consiguiendo amistades como Errol Flynn, Clark Gable y James Cagney.

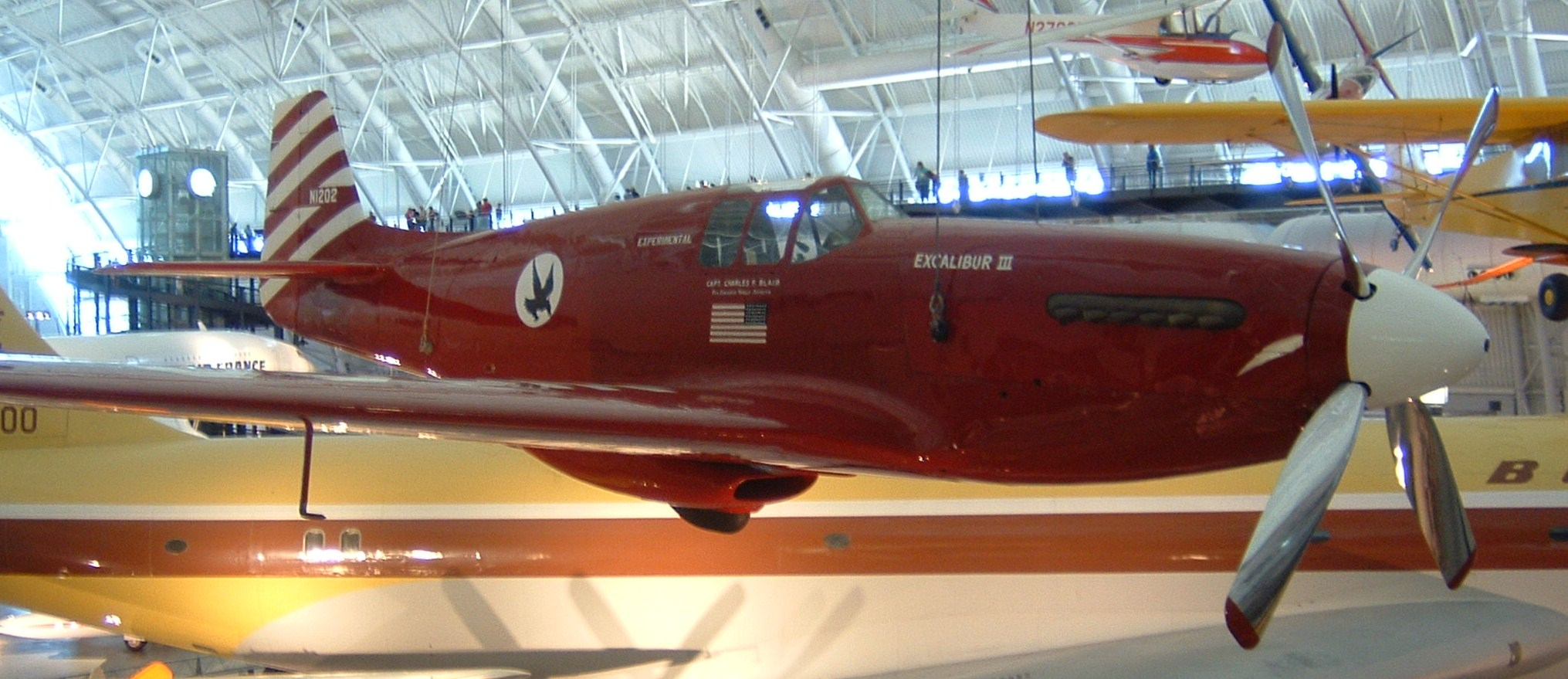
El Mustang P-51C con que Mantz ganó el premio Bendix.

Mantz además se transformó el consultor y coleccionista de aeroplanos; uno de ellos, un P-51 Mustang denominado Excalibur III se lo vendió al piloto  Charles F. Blair, Jr. quien  modificó su motor y realizó el vuelo Nueva York-Londres volando sobre el Polo Norte en 1951. 
Mantz también fue un entusiasta de las carreras aéreas y él mismo ganó el trofeo Bendix en 1946 y 1947 con este avión.
Mantz fue asesor de vuelos de larga distancia, fundando una escuela de vuelo y asesoró a la mítica Amelia Earhart pocos meses antes de su misteriosa desaparición.
En la Segunda Guerra Mundial, Mantz fue admitido en una unidad cinematográfica de corresponsales militares de guerra y fue dado de baja honorable con el grado de coronel de la reserva en 1944.  
Mantz ganó suficiente dinero como para comprar excedentes de la Fuerza Aérea al por mayor, logrando tener una flota privada de 475 aviones operativos, principalmente Bombarderos B-25 Mitchell y P-51 Mustang. Mantz no sólo arrendó sus aviones para la industria cinematográfica como material para puestas en escena del cine bélico;  sino que además fue piloto de riesgo de sus propios aparatos realizando en vivo escenas peligrosas.   El mismo explicaba que no era un piloto acróbata sino un piloto de precisión.

### Fallecimiento

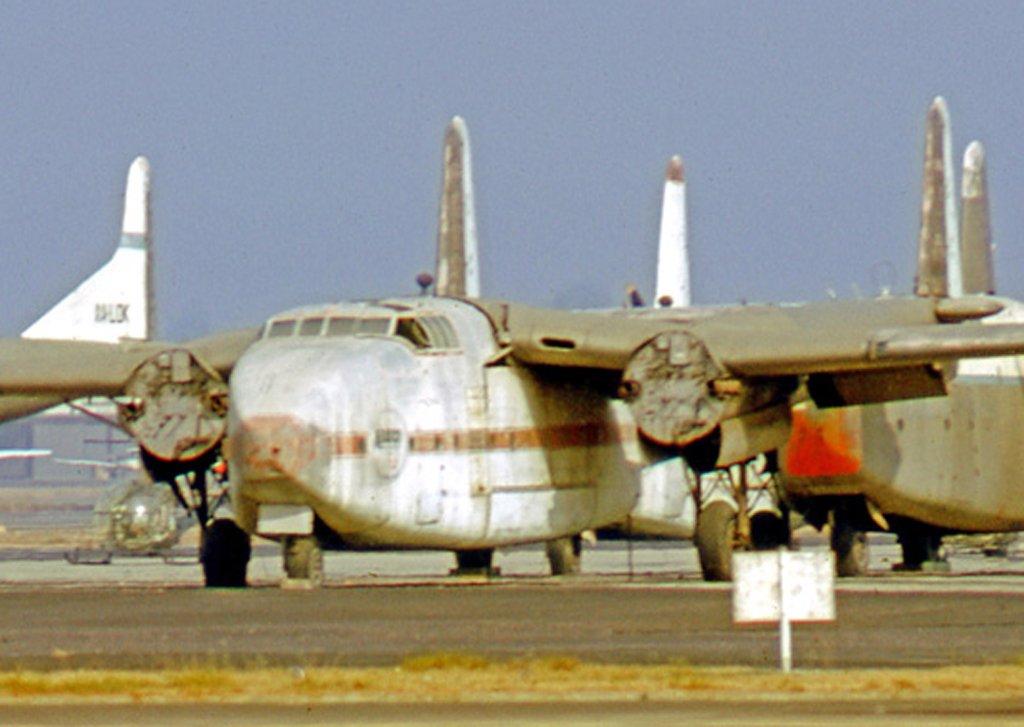
Uno de los Fairchild C-82 empleados en el film El vuelo de Phoenix.

Mantz asesoró a Robert Aldrich y Frank Tallman en la puesta en escena del film El vuelo del Fénix (1965), logrando convencer al director de que el avión que surgiría de los restos de un Fairchild C-82 Packet, matrícula N6887C, usado en el film y bautizado como Phoenix debería volar realmente para dar más realismo a la producción. En el film de 1965, la aeronave siniestrada es desensamblada  por los náufragos, la ala derecha se corta y se une con gran esfuerzo a la ala izquierda con el motor operativo situado en ella formando una especie de avión monomotor hechizo. Se le instalaron restos de fuselaje como patines.
Cabe señalar que Mantz no era ingeniero aeronáutico.
Efectivamente el avión-hechizo (cuyas algunas partes eran de diferente procedencia) podía volar y ser maniobrado; sin embargo adolecía de varios errores de diseño, no estaba bien equilibrado, era más pesado el morro que el resto de la estructura y tendía a cabecear e irse a tierra si no se sostenía con fuerza los mandos, se le añadió peso extra a la cola, las ruedas al lado de los patines se frenaban con facilidad al tocar tierra suelta y los planos de control eran poco eficientes; se demostró que el hechizo no podía levantar vuelo con personas en las alas y se reemplazaron con maniquíes que simulaban a los náufragos y aún así no levantó vuelo, entonces se reemplazaron por siluetas de madera y así logró despegar y volar en un par de oportunidades el hechizo satisfactoriamente, no obstante los aterrizajes fueron calificados como duros.
El 8 de julio de 1965, estando en Buttercup Valley, en pleno desierto de Yuma, en la realización de una secuencia de aproximaciones, en una segunda toma de aterrizaje por petición de Tallman,  Mantz al iniciar el aterrizaje tocó un montículo y a un par de metros del suelo, sorpresivamente el fuselaje se fracturó en el aire justo detrás del empenaje alar, chocando el morro en tierra y  volcándose en dos tumbos separándose de la cola, Mantz quien estaba fijo a su asiento falleció instantáneamente al caerle la estructura encima produciéndole un traumatismo craneoencefálico abierto, mientras que  Bobby Rose, el doble de Richard Attenborough resultó gravemente herido en su pelvis al ser proyectado fuera del aparato antes del choque. Análisis posterior al accidente develaron graves fallas estructurales debido a los duros aterrizajes anteriores y el peso extra de 30 kg de plomo añadido a la cola contribuyó residualmente al daño estructural. Se confirmó post mortem que Mantz estaba bajo la influencia del alcohol al momento del accidente.

Este aparato aparece desde su construcción en el film original y en la supuesta fase de despegue y para las tomas finales se tuvo que recurrir a un avión O-47 reconvertido.
Su cuerpo fue incinerado, pero la película que ayudó a impulsar se convirtió en un éxito de taquilla. Mantz al momento de su muerte tenía 25.000 horas de vuelo.